# 1031

## Esdeveniments
- Còrdova, Califat de Còrdova: el poble cordovès, després de matar el visir, enderroca l'últim califa de Còrdova, a qui tanca junt amb la seva filla fins que moren de fam. el califat es disgrega en els Regnes de Taifes.

## Naixements
- Silves, Taifa de Silves: Ibn Ammar, poeta i visir d'Al-Àndalus. (m.1086)
- Roger I de Sicília, comte de Sicília.

## Necrològiques
- 20 de juliol - Melun, : Robert II el Piadós, rei de França.